# Mistrzostwa Polski Strongman 2000
Mistrzostwa Polski Strongman 2000 – doroczne, indywidualne zawody polskich siłaczy.
Data: 10 czerwca 2000 r.

Miejsce: Sopot  Polska
Wyniki zawodów:
| Miejsce | Zawodnik             | Punkty |
| ------- | -------------------- | ------ |
| 1.      | Mariusz Pudzianowski | 68     |
| 2.      | Jarosław Dymek       | 56,5   |
| 3.      | Jacek Dymek          | 55,5   |
| 4.      | Ireneusz Kuraś       | 46,5   |
| 5.      | Lubomir Libacki      | 46     |
| 6.      | Robert Potucha       | 41     |
| 7.      | Grzegorz Peksa       | 35,5   |
| 8.      | Sławomir Peda        | 33     |
| 9.      | Arkadiusz Makurat    | 27     |
| 10.     | Jan Cuber            | 24,5   |
| 11.     | Szymon Kabała        | 21,5   |
| 12.     | Alojzy Kotyni        | 3      |